# Cycas bifida
Cycas bifida är en kärlväxtart som först beskrevs av William Turner Thiselton Dyer, och fick sitt nu gällande namn av Kenneth D. Hill. Cycas bifida ingår i släktet Cycas, och familjen Cycadaceae. IUCN kategoriserar arten globalt som sårbar. Inga underarter finns listade i Catalogue of Life.